# Caledonileia pusilla
Caledonileia pusilla är en tvåvingeart som beskrevs av Loïc Matile 1993. Caledonileia pusilla ingår i släktet Caledonileia och familjen svampmyggor.
Artens utbredningsområde är Nya Kaledonien. Inga underarter finns listade i Catalogue of Life.